# Apeadeiro de Cepães
O Apeadeiro de Cepães foi uma gare da Linha de Guimarães, que servia a localidade de Cepães, no concelho de Fafe, em Portugal.

## História
Esta apeadeiro fazia parte do lanço entre Guimarães e Fafe da Linha de Guimarães, que entrou ao serviço em 21 de Julho de 1907.
Um despacho de 27 de Setembro de 1948 da Direcção Geral de Caminhos de Ferro, publicado no Diário do Governo n.º 231, II Série, de 2 de Outubro, autorizou a Companhia dos Caminhos de Ferro Portuguesesum a modificar a tarifa de telegramas particulares, de forma a incluir os apeadeiros de Atainde, Cepães, Cuca e Nespereira na relação das estações e apeadeiros que expedem e recebem telegramas por via ferroviária.
O lanço entre Guimarães e Fafe foi encerrado em 1986.

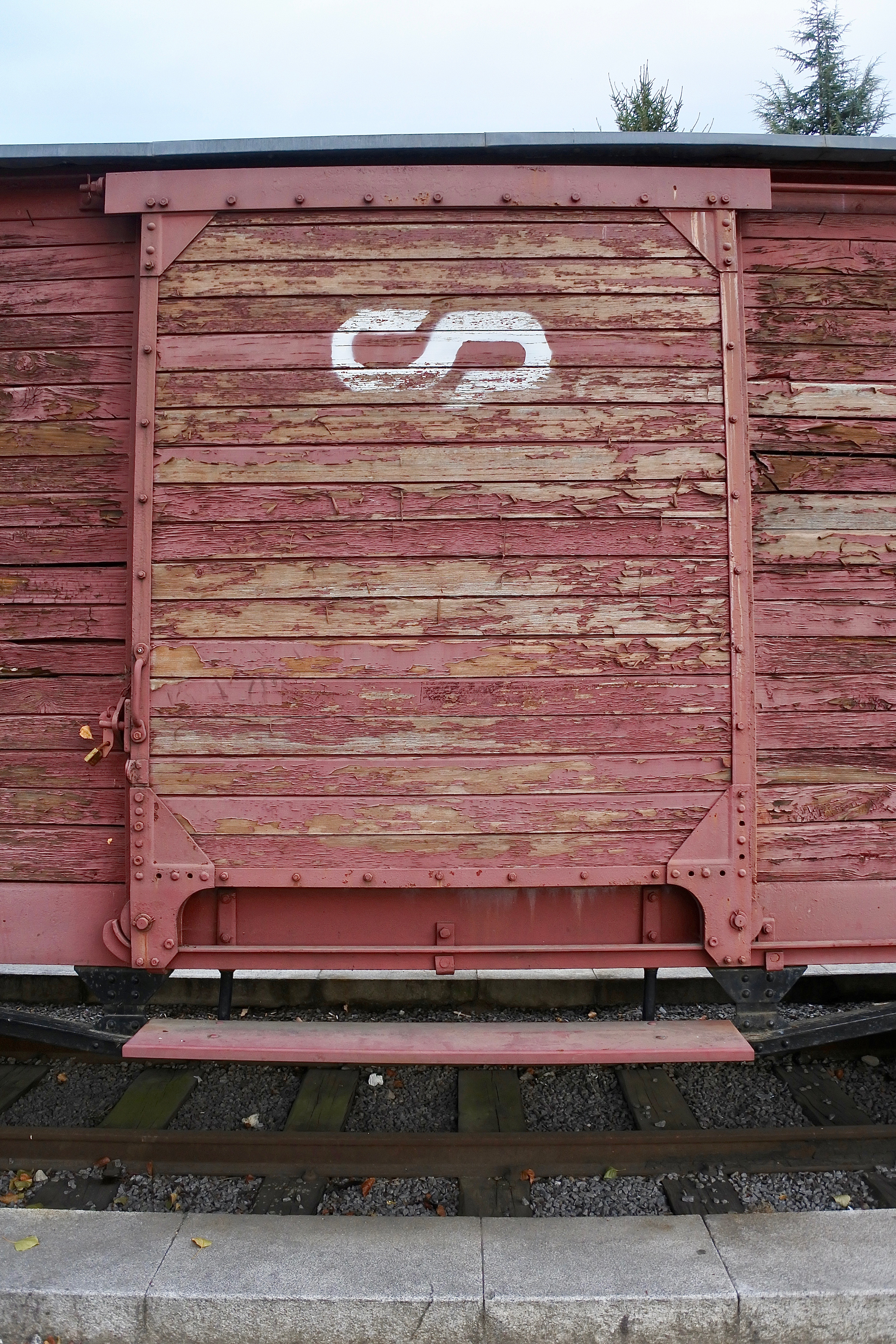
Pormenor do vagão, no antigo apeadeiro de Cepães